# Regres (brydż)
Regres to brydżowy system licytacyjny należący do grupy Systemów Słabych Otwarć, opracowany przez Stanisława Rumińskiego.  Pierwsze otwarcia w tym systemie wyglądają następująco:
```
Pas  13+
PH
,  układ dowolny
1♣   8-12PH, układy z krótkością
1
♦
   0-7 PH, układ dowolny
1
♥
   8-12PH, 3-4 kiery, bez krótkości
1♠   8-12PH, 3-4 piki, bez krótkości
1BA  8-12PH, 5+ kierów lub pików, bez krótkości
2♣   8-12PH, naturalne, bez krótkości i starszej czwórki
2
♦
   8-12PH, naturalne, bez krótkości i starszej czwórki
```

Bardzo agresywny i niebezpieczny system powstał niejako przez inwersję Delty.